# 센다이시 지하철 난보쿠선
센다이 시 교통국 지하철 난보쿠 선(일본어: 仙台市営地下鉄南北線)은 센다이 시 교통국이 운영하는 지하철 노선이다. 일본 미야기현 센다이시 이즈미구에 있는 이즈미 중앙역과 다이하쿠구에 있는 도미자와 역을 잇는다.

## 역사
- 1987년 7월 15일: 야오토메 ~ 도미자와 구간이 개통함.
- 1992년 7월 15일: 이즈미 중앙 ~ 야오토메 구간이 개통함.

## 운행 형태
노선을 왕복 운행하는 열차만이 있다. 다른 노선에 직결 운행을 하지 않는다.

## 차량

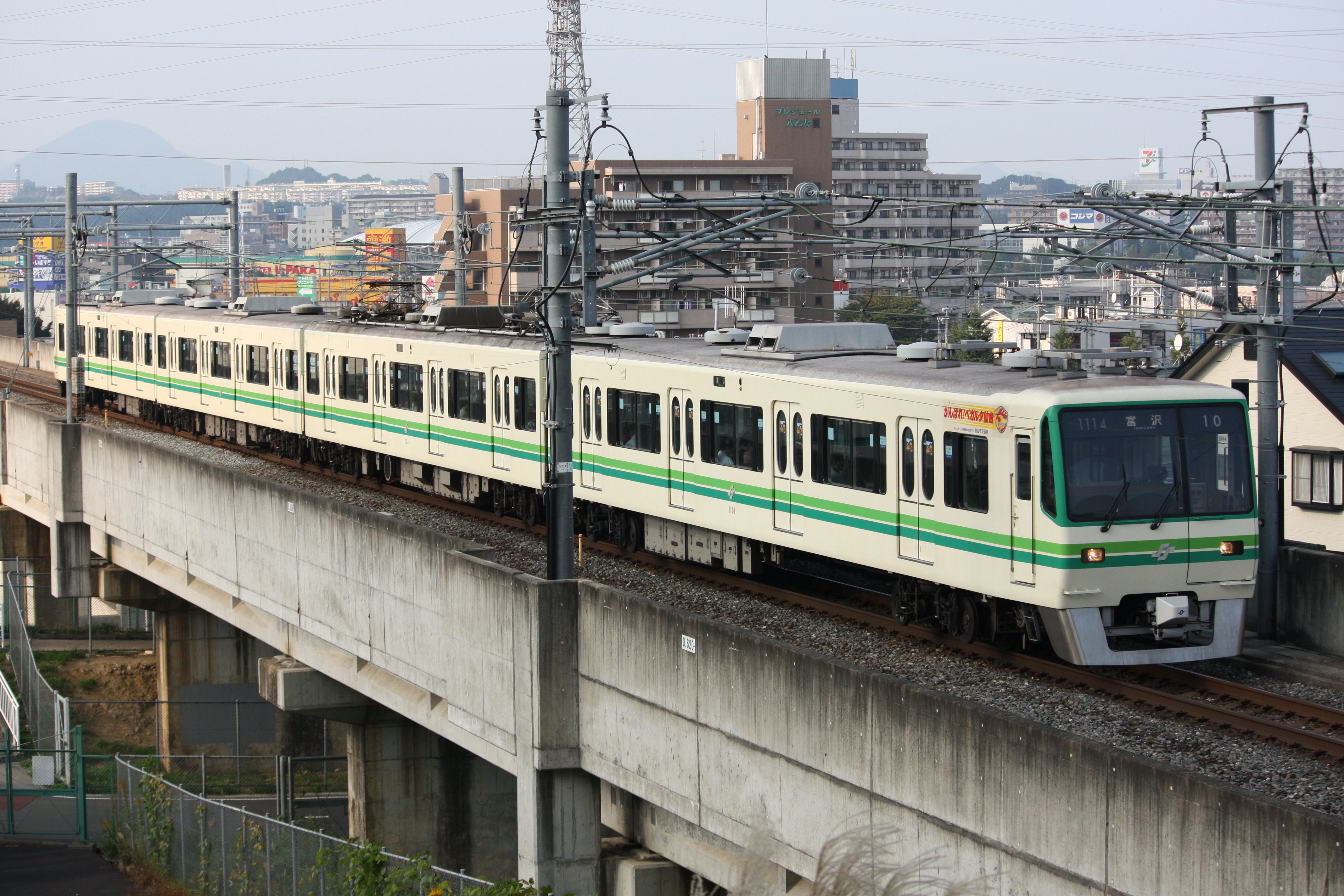
1000계

- 1000계

## 역 목록
| 역 번호 | 역 이름        | 일본어 이름 | 거리 | 접속 노선    | 소재지   | 소재지   | 소재지 |
| ------- | -------------- | ----------- | ---- | ------------ | -------- | -------- | --- |
| N 01    | 이즈미추오     | 泉中央      | 0.0  |              | 미야기현 | 센다이시 | 이즈미구 |
| N 02    | 야오토메       | 八乙女      | 1.2  |              | 미야기현 | 센다이시 | 이즈미구 |
| N 03    | 구로마쓰       | 黒松        | 2.5  |              | 미야기현 | 센다이시 | 이즈미구 |
| N 04    | 아사히가오카   | 旭ヶ丘      | 3.3  | 아오바구     | 미야기현 | 센다이시 | |
| N 05    | 다이노하라     | 台原        | 4.3  | 아오바구     | 미야기현 | 센다이시 | |
| N 06    | 기타센다이     | 北仙台      | 5.4  | 아오바구     | 미야기현 | 센다이시 | 동일본 여객철도: 센잔 선 |
| N 07    | 기타요반초     | 北四番丁    | 6.6  | 아오바구     | 미야기현 | 센다이시 | |
| N 08    | 고토다이코엔   | 勾当台公園  | 7.3  | 아오바구     | 미야기현 | 센다이시 | |
| N 09    | 히로세도리     | 広瀬通      | 7.9  | 아오바구     | 미야기현 | 센다이시 | |
| N 10    | 센다이         | 仙台        | 8.5  | 아오바구     | 미야기현 | 센다이시 | 지하철 도자이 선 동일본 여객철도: 도호쿠 신칸센 아키타 신칸센 도호쿠 본선, 조반선, 센세키 선(아오바도리역) 동일본 여객철도/센다이 공항철도: 센다이 공항선 |
| N 11    | 이쓰쓰바시     | 五橋        | 9.4  | 아오바구     | 미야기현 | 센다이시 | |
| N 12    | 아타고바시     | 愛宕橋      | 10.0 | 와카바야시구 | 미야기현 | 센다이시 | |
| N 13    | 가와라마치     | 河原町      | 10.9 | 와카바야시구 | 미야기현 | 센다이시 | |
| N 14    | 나가마치 1초메 | 長町一丁目  | 11.7 | 다이하쿠구   | 미야기현 | 센다이시 | |
| N 15    | 나가마치       | 長町        | 12.4 | 다이하쿠구   | 미야기현 | 센다이시 | 동일본 여객철도: 도호쿠 본선, 조반선 동일본 여객철도 / 센다이 공항철도: 센다이 공항선                                                                     |
| N 16    | 나가마치미나미 | 長町南      | 13.3 | 다이하쿠구   | 미야기현 | 센다이시 | |
| N 17    | 도미자와       | 富沢        | 14.8 | 다이하쿠구   | 미야기현 | 센다이시 | |